# Метаморфози, або Золотий осел
«Метаморфо́зи, або́ Золоти́й осе́л» (лат. Asinus aureus, De asino aureo), іноді скорочено «Золоти́й осе́л» або «Метаморфо́зи» (лат. Metamorphoses) — роман в 11 книгах, що його написав давньоримський письменник 2-го століття Луцій Апулей. Це єдиний античний роман латинською мовою, що зберігся до нашого часу.

## Рукописи та видання
«Метаморфози» дійшли до нас у майже сорока переписах. Найдавніший і найкращий з них (Laurentianus, 68, 2-F) датують XI століттям. Він знаходиться у Флоренції у Bibliotheca Medicea Laurentiana. Там знаходяться «Апологія», «Метаморфози», «Флориди», розташовані в цьому порядку, і ряд розділів з «Анналів» (XI—XVI) і «Історії» (I—V) Тацита.
З ранніх видань, що не втратили свого значення досі, фахівці називають видання Ф. Бероальда (1500), Берн. Філомати (1522), П. Кольвах (1588) і Скалігера (1600). Перше наукове видання, яке здійснив Г. Кайл, з'явилося в 1849 році.

## Назва
Хоча власне метаморфоз (перетворень) у романі всього дві — героя на осла й навпаки, — збережена рукописна традиція може свідчити, що оригінальна назва твору була «Метаморфози» (або «Метаморфози в одинадцяти книгах»). Більш поширеною є назва «Золотий осел», уперше згадана в праці Аврелія Августина (410 р.). Обидві назви твору використовує Фульгенцій (VI ст.). Пояснення епітета «золотий» знаходять у визнанні сучасниками високих літературних якостей роману, а asinus aureus означає «першокласний, чудовий» осел. Особливе трактування невипадковості назви «Золотий осел» запропонував Рене Мартен, зв'язавши образ з єгипетським культом Сета, божеством із головою осла.

## Джерела роману

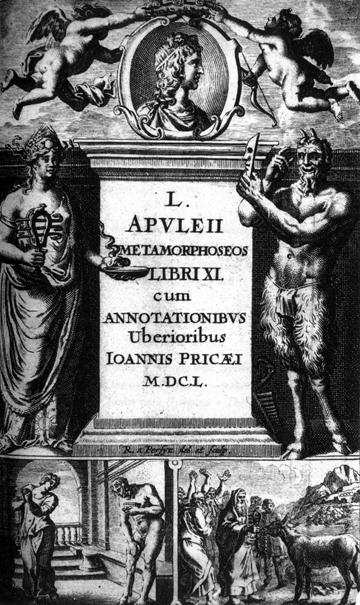
Фронтиспис нідерландського видання латинською мовою (Гауда, 1650)

## Стиль і композиція

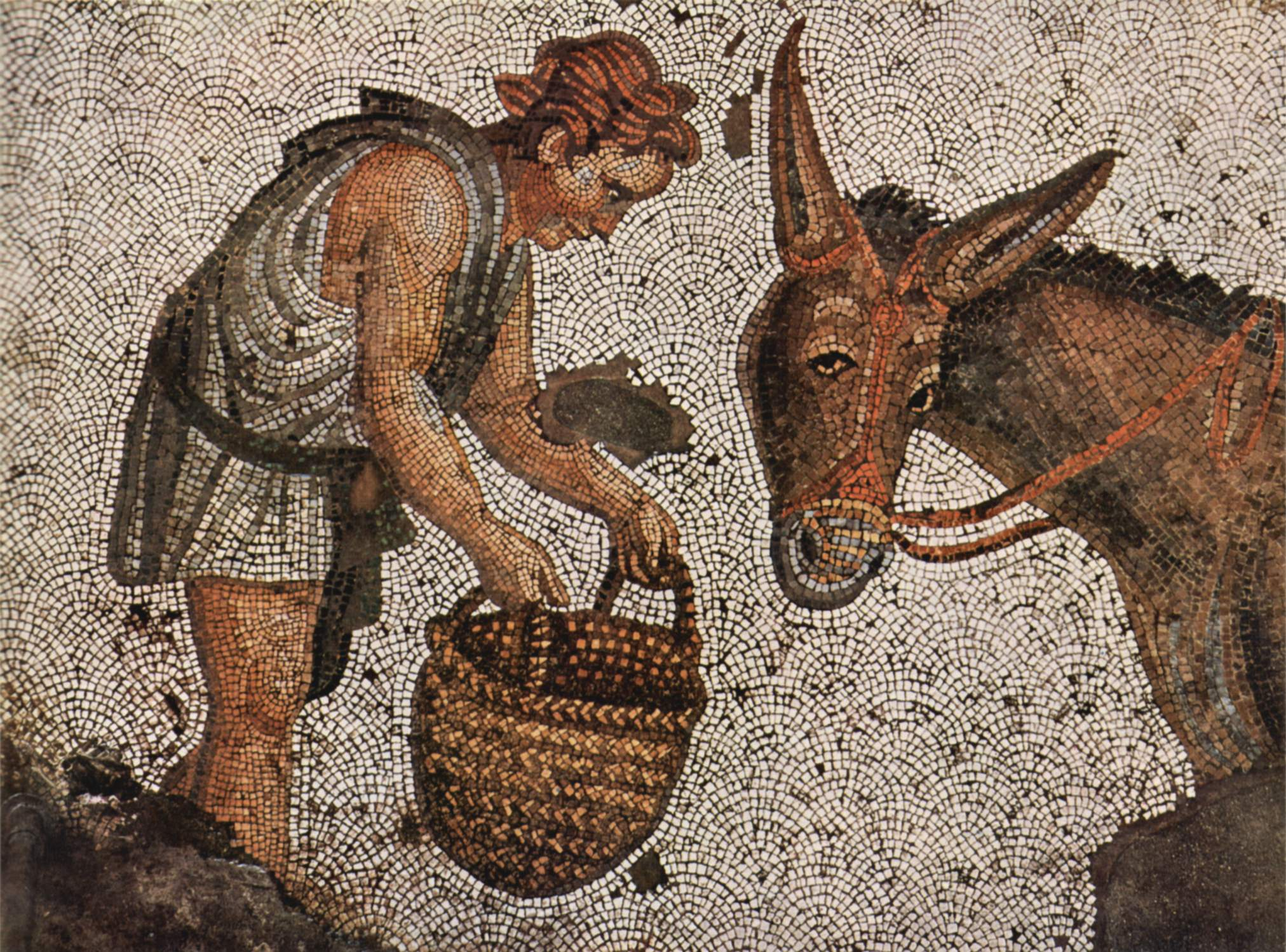
Юнак і осел. Візантійська мозаїка V століття а.